# Charles Piroye
Charles Piroye est un organiste, claveciniste, professeur de musique et compositeur français, né vers 1665 et mort à Lille le 3 mars 1724.

## Biographie
La préface de ses Pièces choisies… le présente comme élève de Lully et de Michel Lambert.
Veuf en premières noces de Etiennette Hélène Cordesse
Sa second épouse qu'il épousa le 25 février 1713 à Versailles se nommait Élisabeth Amaury et lui survécut (veuve Piroye).
Il occupe les postes d’organiste de l’église des Jacobins à Paris de 1690 à 1712, et à Saint-Honoré[Où ?] de 1708 à 1712.  Il est démis de ses fonctions pour une raison inconnue le 22 février et Pierre-Claude Foucquet lui succède, âgé de 18 ans seulement.
Il se consacre ensuite à la composition et à l’enseignement et semble avoir été apprécié comme organiste et claveciniste «…sa manière sçavante & délicate à toucher l’Orgue & le Clavecin, lui attire tous les jours de nouveaux applaudissements.» (Préface des Pièces choisies…)
Selon cette même Préface des Pièces choisies… d’autres livres devaient suivre le premier, mais n’ont pas été publiés ou jamais retrouvés. « Ce premier volume sera suivi de quelques autres qui paroistront tous les trois mois. On y trouvera des pièces approuvées & nouvelles, propres à toutes sortes d’Instrumens. Il y en a pour l’Orgue, pour le Clavecin, pour le Théorbe, pour le Violon, pour le Hautbois, pour la Flute, & pour tous les divers Instrumens de Musique. »
Il termine sa carrière à Lille comme organiste titulaire de l'église Sainte-Catherine.
Dans son Parnasse François publié en 1732, Titon du Tillet mentionne Piroye comme un des meilleurs organistes décédés récemment.

## Œuvres
- Messe notée en plain-chant, ms.
- 3 Livres d’airs sérieux et à boire, Paris, Ballard (1695–7).
- 9 Airs dans les Recueils d’airs sérieux et à boire de différents auteurs, Paris, Ballard (1695–1724).
- Jephté, tragédie en musique (1703), ms.
- Cantique pour le temps de Noël, voix et basse continue, Paris, Ballard (1703).
- Pièces choisies de la composition de Mr Piroye, professeur de musique & organiste à Paris, tant pour l’orgue et le clavecin, que pour toutes sortes d’instruments de musique. Le premier livre, (Paris, 1712) contient 5 pièces d’orgue : La Paix – L’Allégresse – La Béatitude – L’Immortelle – La Brillante.
- Le retour d’Eurydice aux Enfers, suite de la cantate d’Orphée (Clérambault), Paris, Ballard, (1717).
- La Royale, pièce d’orgue, copie manuscrite de Delmotte dans Un Livre d'orgue d’Entrevaux, (Alpes-Maritime, 1984).

## Sources
- David Fuller. Piroye, Charles, Grove Music Online. Oxford Music Online. 14 novembre 2011.
- Marc Honegger, Dictionnaire de la Musique – Les Hommes et leurs Œuvres, Paris, Bordas, 1970.

## Partitions
- BNF Fac-similés de la cantate «Le retour d’Eurydice» et des «Pièces choisies» pour orgue.
- « Piroye,Charles » (partitions libres de droits), sur l'IMSLP, pièces d’orgue.

## L'œuvre d'orgue sur YouTube
- YouTube André Isoir joue La Béatitude à l’orgue de Villiers-le-Bel.
- YouTube Philippe Bardon joue La Paix à St-Maximin.
- YouTube Philippe Bardon joue La Brillante à St-Maximin.
- YouTube Philippe Bardon joue L’Allégresse à St-Maximin.
- YouTube Philippe Bardon joue L’Immortelle à St-Maximin.
- YouTube Philippe Bardon joue La Royale à St-Maximin.
- L'étoile du matin (abbé Courtial )  l'a joué à Bitche